# Carex austrina
Espèce
Classification phylogénétique
Carex austrina est une espèce de plantes du genre Carex et de la famille des Cyperaceae.